# Österby, Råby-Rekarne

Karta över Österby från 1600-talet.

Österby är en herrgård i Råby-Rekarne socken, Eskilstuna kommun.
Österby omtalas i skriftliga handlingar första gången 1437. Bebyggelsen i området har dock gamla anor, i en beteshage nordväst om gården finns 18 runda stensättningar, 2 skärvstenshögar och ett block med skålgropar som visar på bosättning under övergången bronsålder/järnålder. Flera gravfält från yngre järnålder finns i området.  
Bebyggelsen vid Österby består idag av en huvudbyggnad med flyglar från 1700-talet i putsat timmer. Ett magasin med mejeri i murad sten uppfördes 1855. Från slutet av 1800-talet härstammar trädgårdsmästarbostaden, vattentornet och en konstnärsateljé i nationalromantisk stil. Bland dessa märks särskilt vattentornet var yttre täckts av takspån och vars topp kröns av en liten lanternin.